# بشل (دهشال)
بشل (بالفارسية: پشل) هي قرية تقع في إيران في قسم دهشال الريفي. يقدر عدد سكانها بـ 524 نسمة بحسب إحصاء 2016.